# Sommarviva
Sommarviva (Primula florindae) är en viveväxtart som beskrevs av Kingdon-Ward. Enligt Catalogue of Life ingår Sommarviva i släktet vivor och familjen viveväxter, men enligt Dyntaxa är tillhörigheten istället släktet vivor och familjen viveväxter. Arten har ej påträffats i Sverige. Inga underarter finns listade i Catalogue of Life.

## Bildgalleri

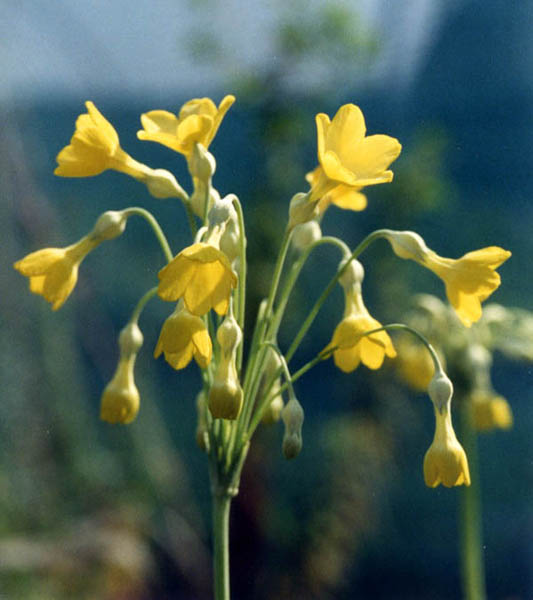
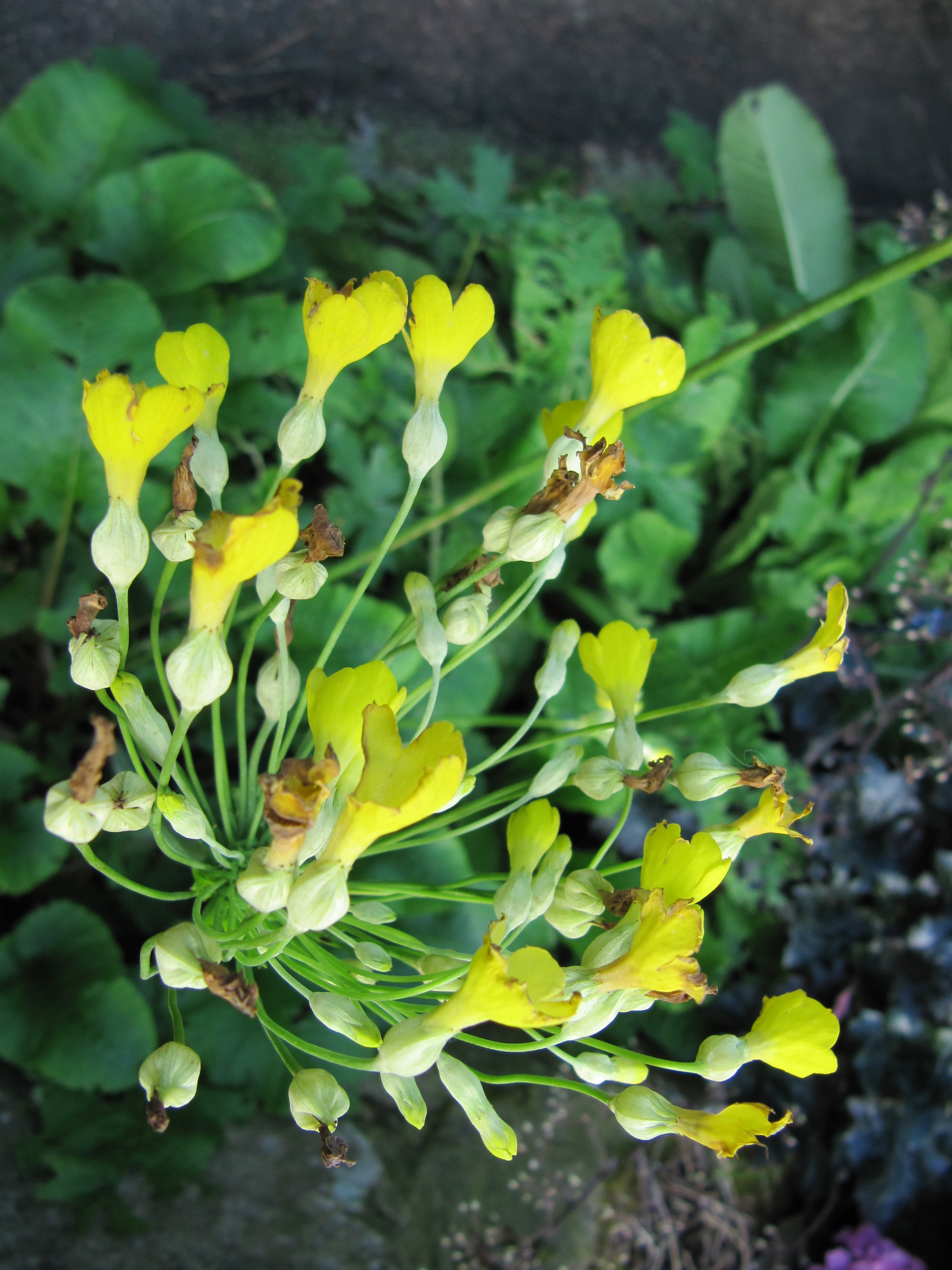
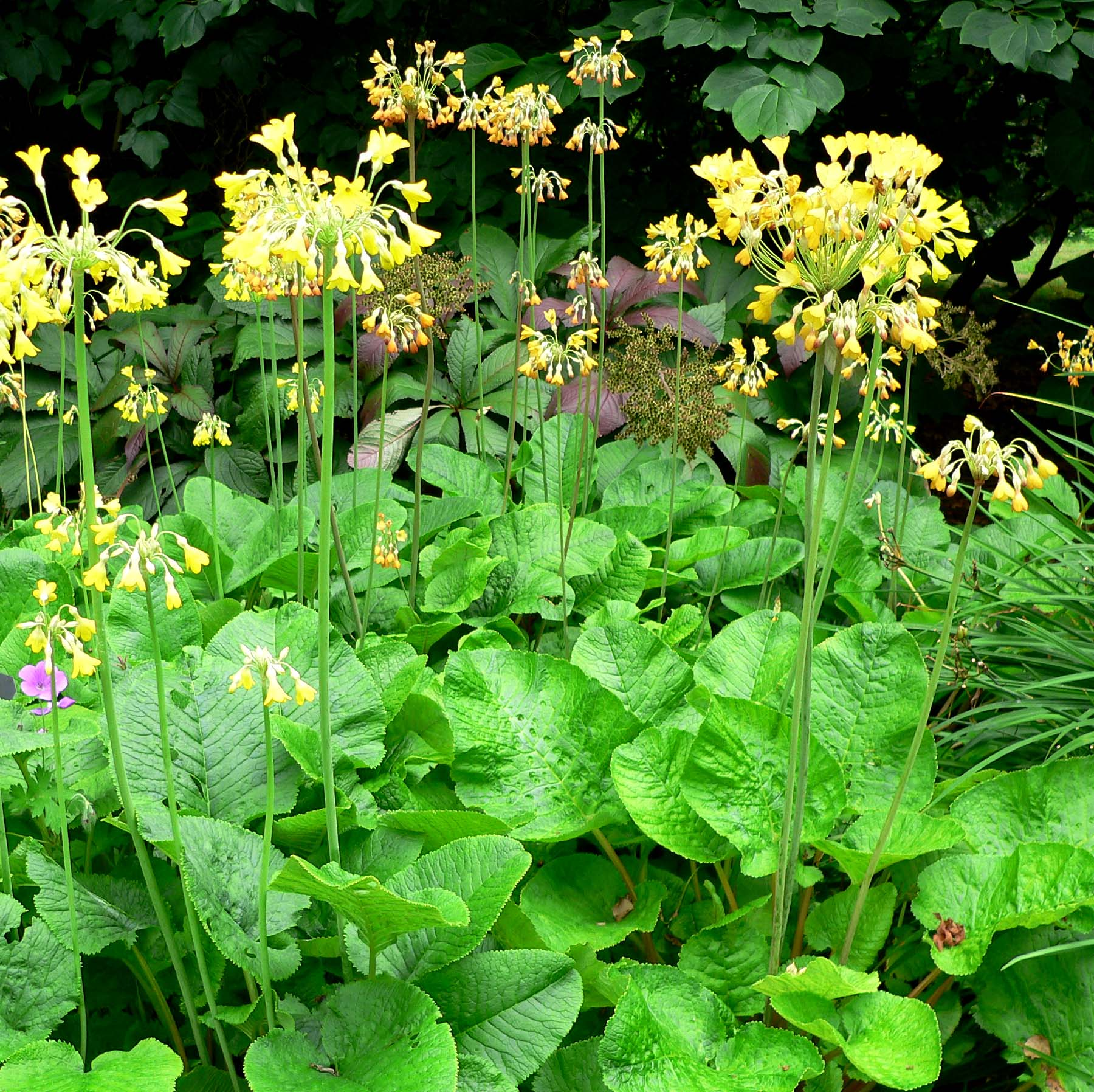
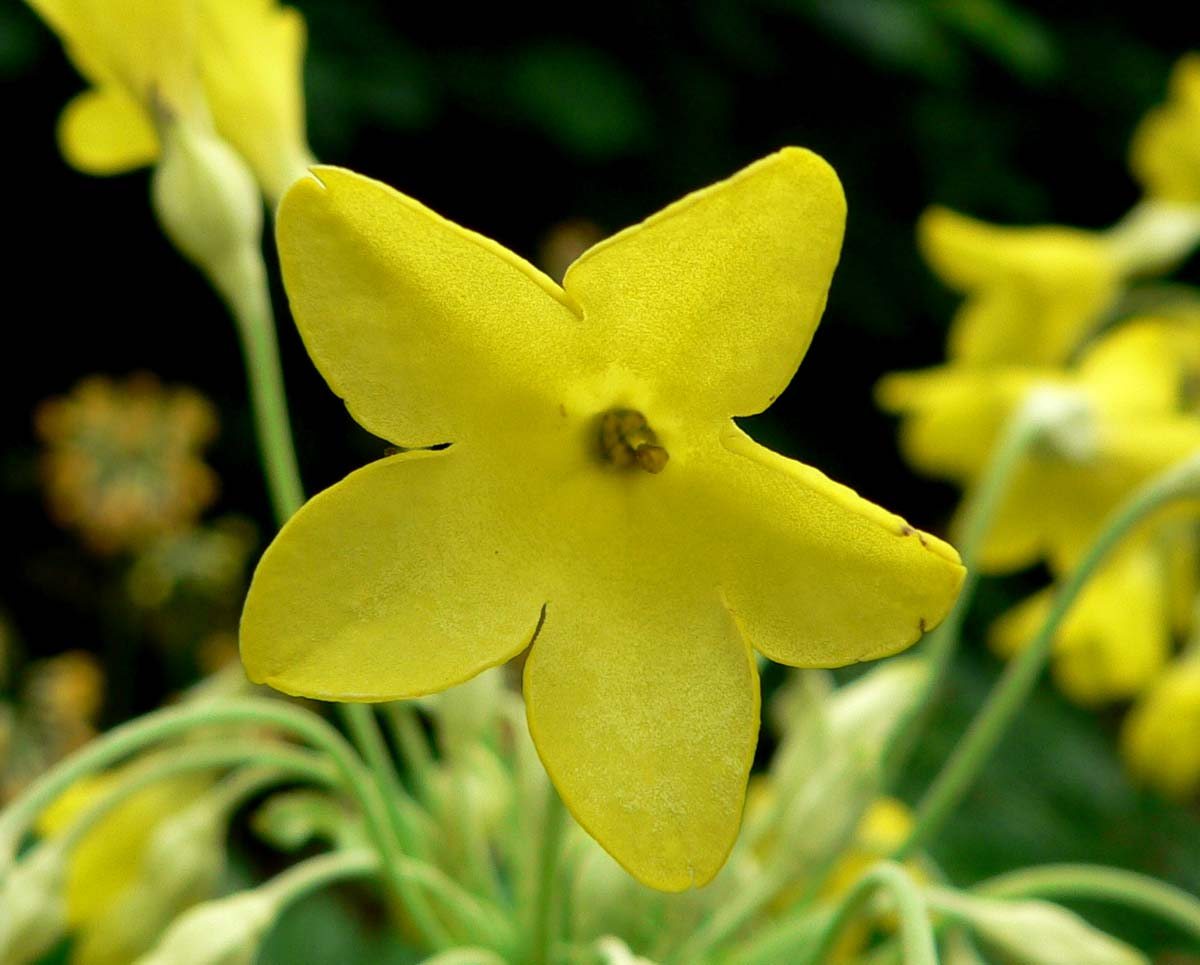
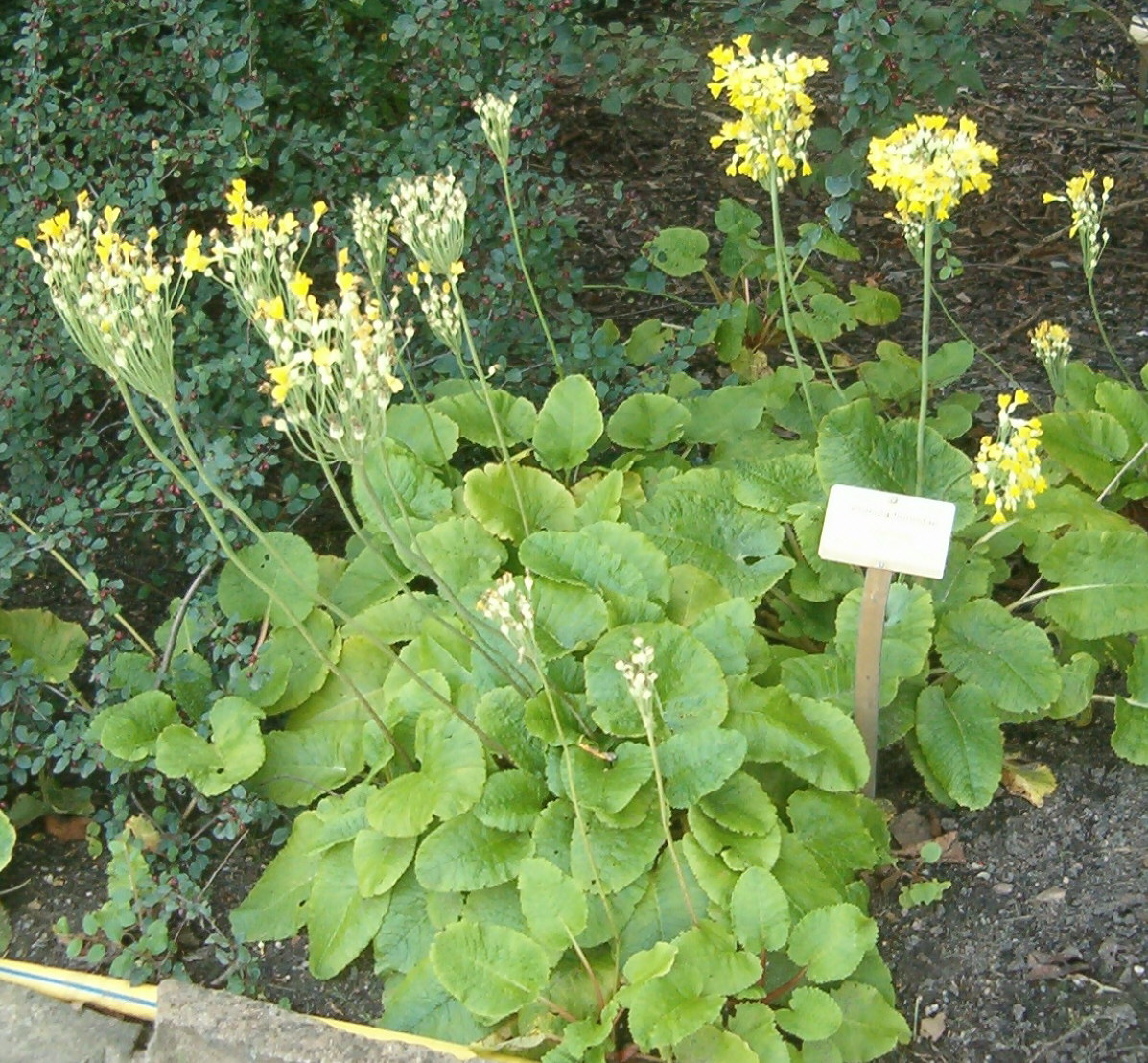
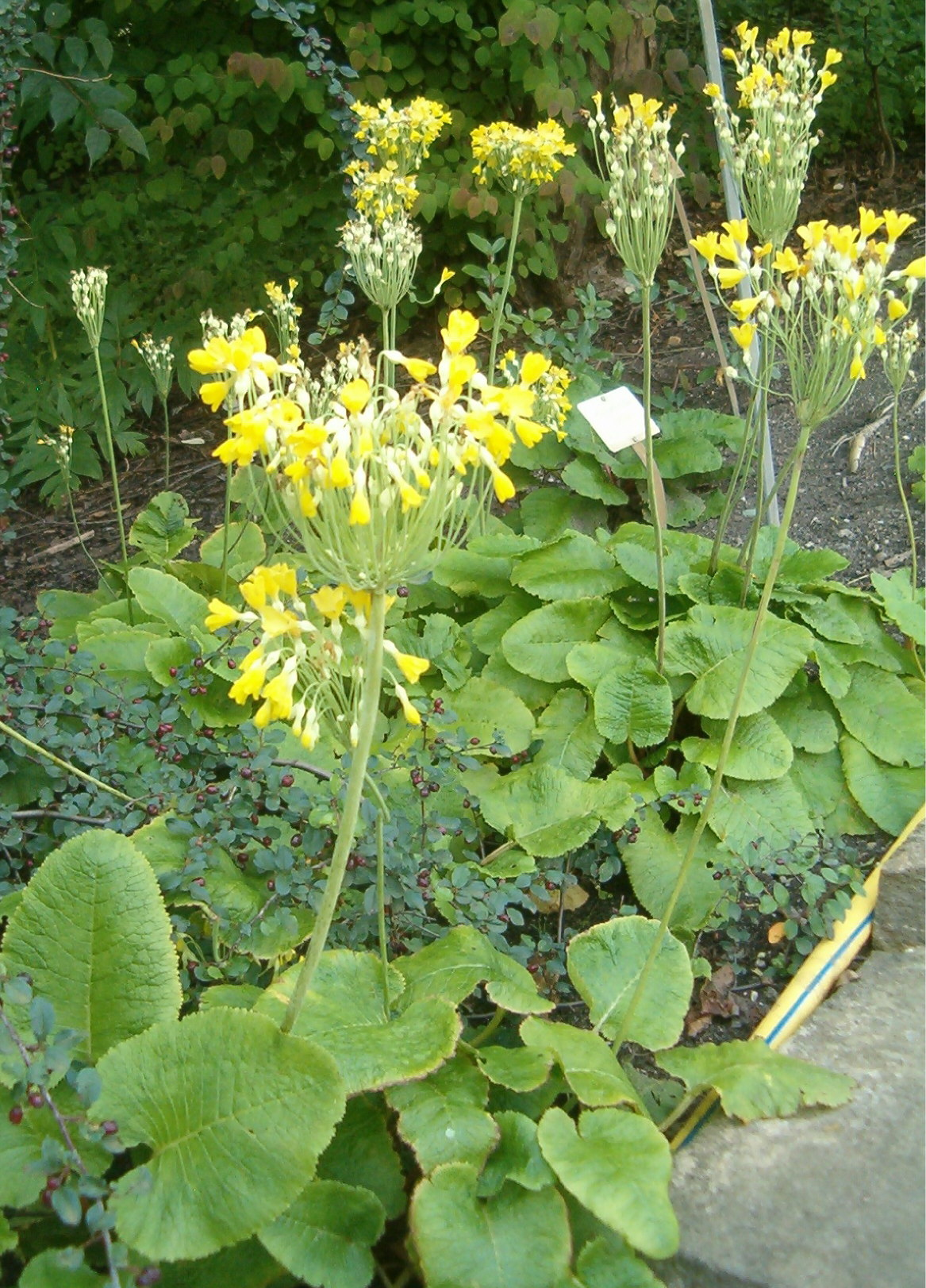